# Germinal (1913)
Germinal ist eine 1913 entstandene, erste monumentale Verfilmung von Emile Zolas gleichnamigem Roman von 1885. Unter der Regie von Albert Capellani spielt der Franzose Henry Krauss, „einer der ersten Charakterstars des heimischen Kinos“, die Hauptrolle des Stefan (im Original: Étienne) Lantier. Capellani und Krauss hatten bereits im Vorjahr bei einer Großproduktion, Menschen unter Menschen nach Victor Hugos Roman Les Misérables, zusammengearbeitet. 

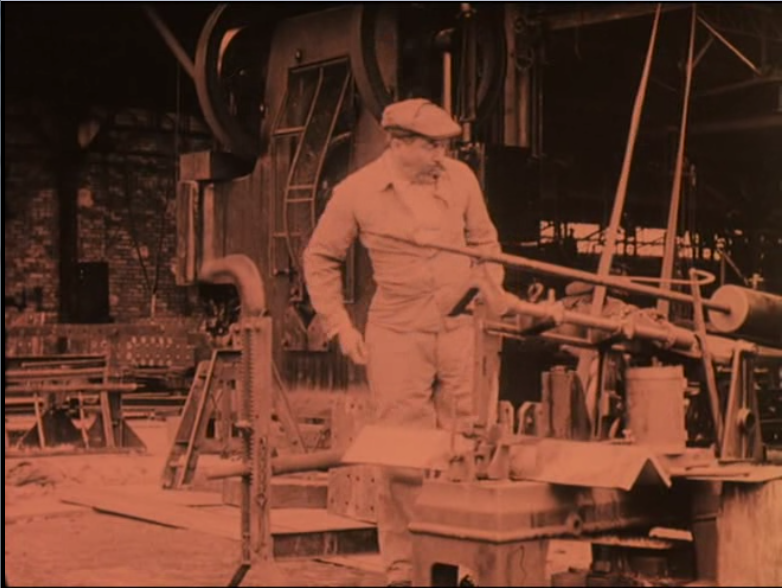
Viragiertes Szenenfoto

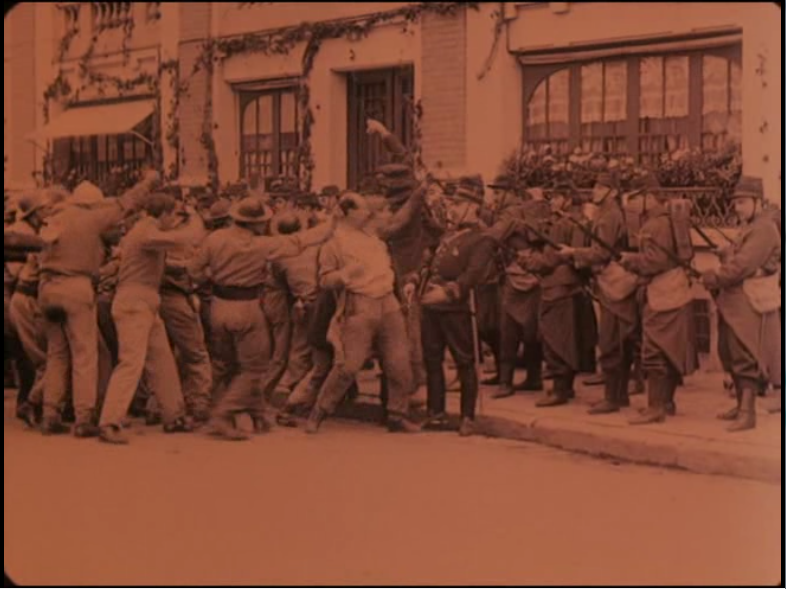
Viragiertes Szenenfoto

## Handlung
Stefan (deutsche Fassung) Lantier, ein kraftvoller, energischer Arbeiter im Norden Frankreichs, wird von seinem Arbeitgeber gefeuert, weil er diesen geohrfeigt hatte. Arbeitslos geworden, macht er sich fortan auf die Suche nach einem neuen Broterwerb. Er wurde in den Kohlengruben von Voreux angestellt, wo er schreckliche Arbeitsbedingungen vorfindet. Er findet Unterkunft bei einer Bergarbeiterfamilie und verliebt sich unsterblich in die älteste Tochter Katharina (deutsche Fassung). Sie ist die Geliebte eines brutalen Arbeiters namens Chaval, und obwohl sie Stefans Avancen zu schätzen weiß, weigert sie sich, Chaval zu verlassen. Als die Minengesellschaft infolge einer um sich greifenden Wirtschaftskrise eine verdeckte Lohnkürzung anordnete, drängt Lantier seine Kumpels, die Bergleute, zum Streik. Es gelingt ihm, deren Resignation zu überwinden und sie dazu zu bringen, seinen Traum von einer gerechteren und vom Gleichheitsgrundsatz geprägten Gesellschaft zu teilen. Als der Streik ausbricht, zeigten die Chefs vom Bergbau als völlig unnachgiebig und lehnen jede Verhandlung um bessere Arbeitsbedingungen und höhere Löhne ab. 
Der nachfolgende Arbeitskampf erweist sich als zäh und kräftezehrend. Die Bergarbeiter versteifen sich ebenfalls in ihren Positionen. Der Arbeitgeber ruft das Militär zur Hilfe, und die Soldaten stellen die Ordnung wieder her. Doch der Streik geht weiter. Während einer Rebellion widersetzten sich viele Bergleute den Soldaten, die auf die Demonstranten schießen: Maheu, der Arbeiter, bei dem Étienne untergekommen ist, wird zuletzt von den Soldaten getötet. Dann erlahmt der Widerstand. Die Bergleute geben sich mit der Rückkehr zur Arbeit zufrieden. Souvarine, ein anarchistischer Arbeiter, sabotiert daraufhin einen Brunnen. Als es zu einem Einsturz und einer Überschwemmung der Stollen kommt, sterben zahlreiche Minenarbeiter. Stefan, Katharina und Chaval sitzen in der Mine fest. Chaval provoziert daraufhin Stefan, der ihn tötet. Er wird schließlich Katharinas Liebhaber, die in seinen Armen stirbt, bevor die Retter eintreffen. Stefan entkommt dieser Hölle lebend. Er verlässt Paris, um dort zu leben, wo er seine gewerkschaftlichen Anstrengungen für eine politische Organisation der Arbeiterschaft ausleben kann, um deren soziale Lage zu verbessern. Er ist überzeugt, dass die Arbeiter die Ungerechtigkeit überwinden werden. Trotz ihrer erzwungenen Rückkehr zur Arbeit, ohne etwas im Gegenzug erhalten zu haben, sind sich nun endlich auch die Arbeiter der Ungerechtigkeit ihrer Situation bewusst und glauben langfristig an den Sieg ihrer gerechten Sache. 

## Produktionsnotizen
Gedreht in der ersten Jahreshälfte 1913, wurde der Film bereits vor seiner Pariser Premiere am 3. Oktober 1913 in anderen Ländern wie beispielsweise Österreich-Ungarn (Sondervorführung in Wien am 25. August 1913) gezeigt. Auch in Deutschland lief Germinal im Oktober 1913 an, eine Berliner Premiere ist zu diesem Zeitpunkt im Mozartsaal belegt. Zahlreiche Besprechungen zu dieser Zeit (September/Oktober 1913) würdigten diese französische Großproduktion auch in Deutschland: Roland von Berlin (Berlin) No. 1357, Lichtbildbühne No. 25, Kunst im Kino No. 31, Kinematograph No. 354, Münchner Neueste Nachrichten, Berliner Börsen-Courier, Hamburger Fremdenblatt, Lichtbildkunst No. 21 und Lichtbildbühne No. 41. 
Zu diesem Zeitpunkt besaß der viragierte Film in Deutschland eine (für die damalige Zeit trotz massiver Kürzungen) beachtliche Länge von etwa 2000 Metern, verteilt auf fünf Akte. Dies entspricht grob einer Länge von einer Stunde und 50 Minuten. Bei der deutschen Wiederaufführung 2017 war Germinal 148 Minuten lang, inklusive deutscher Zwischentitel.

## Wissenswertes
Germinal war seit Anbeginn der Kinematografie eine beliebte Vorlage für Verfilmungen, seit sich Ferdinand Zecca 1903 erstmals der Geschichte – damals noch als Kurzfilm – angenommen hatte. Nach Capellanis Version von 1913, der ersten ambitionierten Adaption dieses Romans Émile Zolas, wurde das Werk zwei weitere Male für das Kino sowie 2021 als Serie auch für das französische Fernsehen bearbeitet.

## Kritiken
Angesicht des umfangreichen Stoffes und der erzählerischen Wucht dieser Geschichte, waren die derlei Großproduktionen zu dieser nicht gewohnten Kritiker voll des Lobes über Capellanis Inszenierung. Nachfolgend einige zeitgenössische Beispiele:
Die Kärntner Zeitung sah hierin „ein großartig inszeniertes Filmdrama“ und schrieb: „Mit packender Realistik spielen sich da vor unseren Augen die düsteren Vorgänge unter der Erde ab Zolas sozialer Roman aus dem Bergarbeiterleben findet da die beste Illustrierung Henry Krauß als Lantier und Dharsay als Souverine spielen wirklich ergreifend.“
Das Prager Tagblatt verortete bei dieser Zola-Adaption von Germinal eine „Dramatisierung, die alles, was aus dem Roman sich sichtbar wiedergeben läßt, in Bildern von greifbarer Plastik und enormer Wirkungskraft auf die Wand zaubert.“
Die Villacher Zeitung schwärmte: „Gewaltige Massenszenen, Naturkatastrophen, Bergwerkseinstürze bieten sich in furchtbarer Naturtreue dem Auge des Beschauers. Dabei die äußerst interessante Handlung, die uns das soziale Elend, wie es Zola in meisterhafter Weise zu schildern verstand, in realistischer Nacktheit zeichnet. Henry Kraus [sic!], dessen Können sich uns bereits in „Menschen unter Menschen“ offenbarte, hat eine Meisterleistung geschaffen und erreicht in den Szenen mit Catharina, im Kampfe mit dieser Liebe, die er verleugnen will, die sich aber siegreich Durchbruch verschafft, seinen Höhepunkt. Aber auch die übrigen Rollen, insbesondere jene des Chaval und der Catharina sind großartig herausgearbeitet.“
Die Salzburger Wacht zitierte in ihrer Ausgabe vom 30. Mai 1914 die Arbeiter-Zeitung in deren Ausgabe vom 4. April desselben Jahres. Dort war zu lesen: „Ein Meisterfilm (…) Industriebilder voll von monumentaler Stärke blitzen auf. Man sieht die Förderkörbe gleiten, die Arbeiter in die Gruben einfahren, die Pferde durch die Stollen ziehen, man sieht das Hereinbrechen des furchtbaren Grubenunglücks … Kein Wort ist mehr notwendig und jeder Schauende fühlt die Größe der Arbeiterschaft, die Größe und ihre Versklavung.“
Schließlich noch eine moderne Betrachtung: Angesichts einer Wiederaufführung am 9. August 2017 im LWL-Industriemuseum Henrichshütte Hattingen hieß es: “Albert Capellanis filmische Umsetzung von Émile Zolas Hauptwerk gilt als Meisterwerk des Stummfilms.”